# King Oliver

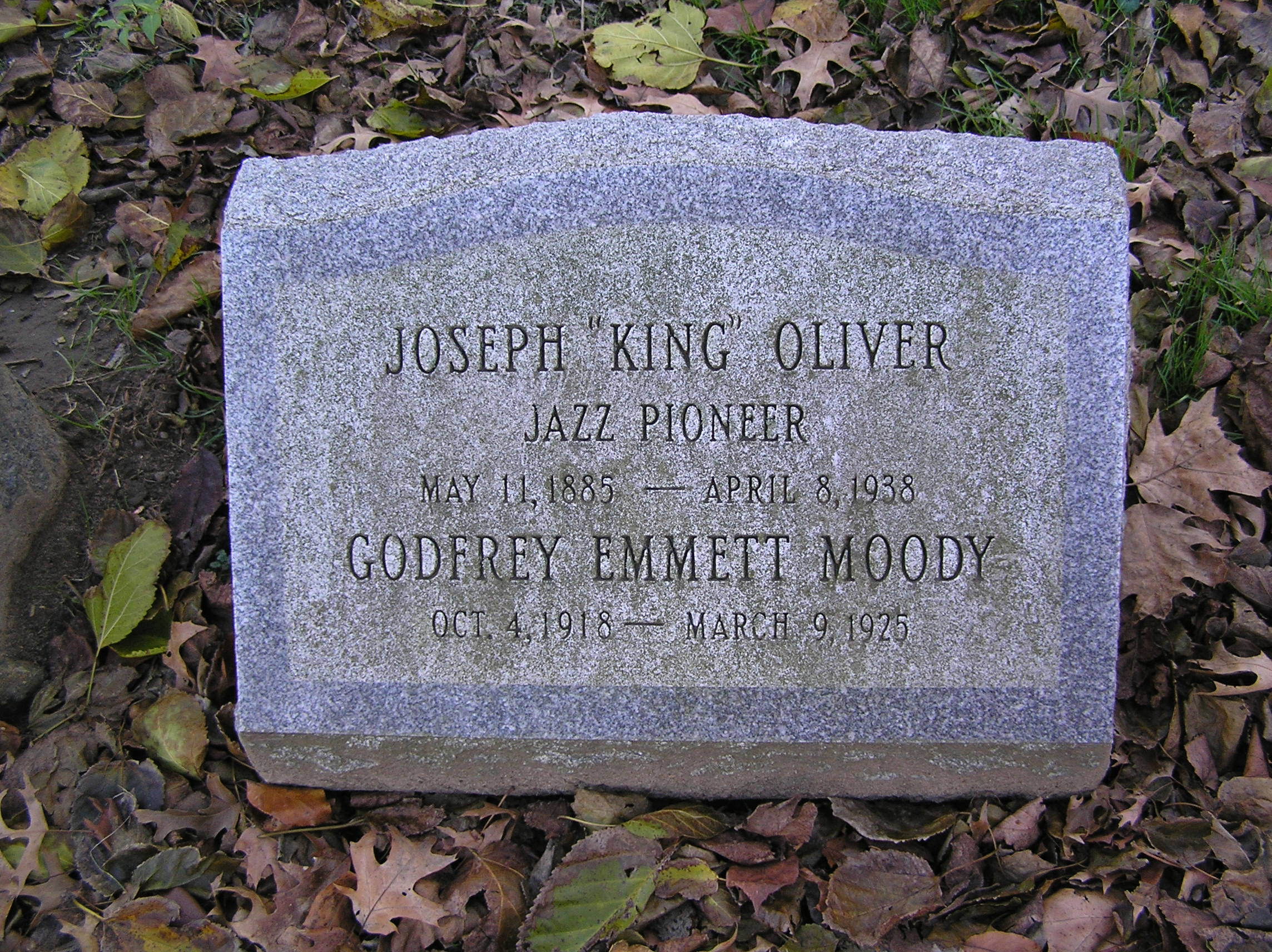

King Oliver (New Orleans, 1881. december 19. – Savannah, 1938. április 10.) amerikai kürtös, trombitás; zenekarvezető.

## Pályakép
A kornettos Joe Oliver New Orleansban nőtt fel a 20. század elején és az indulózenekarok jól ismertté tették. Sok híres zenésszel dolgozott (Kid Ory, Richard M. Jones) majd 1918-ban Chicagóba költözött, ahol aztán a saját zenekart szervezett. Egy kaliforniai szerződést követően visszatért Chicagóba, mert a Lincoln Garden leszerződtette.
Zenekarának tagja volt Johnny és Baby Dodds, Lil Hardin, Honore Dutrey. Innwen egy távirattal meghívta zenekarába az ifjú Louis Armstrongot. Az Armstronggal kiegészült zenekar szenzációvá vált Chicagóban. Tömegek gyűltek össze megcsodálni a két muzsikus közötti szinte telepatikus kapcsolatot.
1928-ban New York-ba ment, ám itt népszerűsége már csökkent. Fogászati problémák gyötörték, emiatt egyre nehezebb lett fújnia a hangszert. Végül már csak egy biliárdteremben tudott pénzt keresni.

## Lemezek
(válogatás)
- Papa Joe: King Oliver and His Dixie Syncopators 1926–1928 (Decca, 1969)
- Louis Armstrong and King Oliver (Milestone, 1974)
- The New York Sessions (Bluebird, 1989)
- Sugar Foot Stomp The Original Decca Recordings (GRP, 1992)
- Dippermouth Blues (ASV Living Era, 1996)
- Great Original Performances 1923–1930 (Louisiana Red Hot, 1998)
- Sugar Foot Stomp Vocalion & Brunswick Recordings Vol. 1 (Frog, 2000)
- The Best of King Oliver (Blues Forever, 2001)
- The Complete Set: King Oliver's Creole Jazz Band (Retrieval, 2004)
- The Complete 1923 Jazz Band Recordings (Off the Record, 2006)